# フロベニウス多元環
フロベニウス多元環（フロベニウスたげんかん、英: Frobenius algebra）、あるいはフロベニウス代数とは、数学の表現論や加群論において有限次元な単位的結合多元環のうち、良い双対理論を与える特別な双線型形式を持つものをいう。
フロベニウス多元環は1930年代に Brauer と Nesbitt によって有限群のモジュラー表現の一般化として研究され始め、Frobenius にちなんで名づけられた。中山は (Nakayama 1939) および特に (Nakayama 1941) において豊かな双対理論を初めて発見した。デュドネはこれを用いて (Dieudonné 1958) においてフロベニウス多元環を特徴づけ、フロベニウス多元環のこの性質を perfect duality と呼んだ。フロベニウス多元環は準フロベニウス環（右正則表現が移入的なネーター環）へと一般化された。最近では、フロベニウス多元環への関心は、位相的場の理論との関連からも高まっている。
体上の有限次元多元環に対しては以下のようなクラスの階層がある。
自己入射多元環 ⊃ フロベニウス多元環 ⊃ 対称多元環 ⊃ 半単純多元環 ⊃ 単純多元環 ⊃ 可除多元環

## 定義
体 k 上の有限次元な単位的結合多元環 A がフロベニウス多元環であるとは、移入右 A 加群 DA := Homk(A, k) が右正則表現 A に同型であることである。これは非退化双線型形式 σ : A × A → k で
σ(ab, c) = σ(a, bc)
を満たすものが存在することと同値であり、したがってフロベニウス多元環は「左右対称な」概念である。他の同値な特徴づけとしては線型写像 ε : A → k で ker(ε) がゼロでない左イデアルを含まないものが存在することがある。この線型写像 ε はフロベニウス形式 (英: Frobenius form) と呼ばれる。
フロベニウス多元環は ε(ab) = ε(ba) を満たすフロベニウス形式 ε をもつとき、対称多元環 (英: symmetric algebra) と呼ばれる。（ベクトル空間の対称代数というほとんど関係ない異なる概念もある。）

## 例
1. 体 k 上の行列環は ε(a) = tr(a) をフロベニウス形式にもつフロベニウス多元環である。とくに体は恒等写像をフロベニウス形式にもつフロベニウス多元環である。
2. 体 k と有限群 G に対して、群環 k[G] は単位元の係数を取り出す線型写像 ε(∑ agg) = a1 をフロベニウス形式にもつフロベニウス多元環である[5]。
3. 複素数体 C は実部 ε(z) = Re(z) をフロベニウス形式にもつ（R 上の）フロベニウス多元環である[6]。
4. 体 k に対して、4次元の k 代数 k[x, y]/(x2, y2) はフロベニウス多元環である[7]。これは以下で述べる可換局所フロベニウス環の特徴づけから従う。この環は x と y で生成されるイデアルを極大イデアルとする局所環で、xy で生成される唯一の極小イデアルを持つからである。
5. 体 k に対して、3次元の k 代数 A = k[x, y]/(x, y)2 はフロベニウス多元環ではない[8]。{\displaystyle x\mapsto y} から誘導される xA から A への A 準同型は、A から A への A 準同型に拡張できず、したがって環が自己移入的でなく、フロベニウスでない。

## 性質
- フロベニウス多元環の直積やテンソル積はフロベニウス多元環である[9]。
- 体上の有限次元可換局所多元環が、フロベニウスであることと、右正則加群が移入的であることと、多元環が唯一つの極小イデアルを持つことは同値である[10]。
- 可換局所フロベニウス多元環は、ちょうど、0次元局所ゴレンシュタイン環であって剰余体を含み剰余体上有限次元であるようなものである。
- フロベニウス多元環は準フロベニウス多元環（英語版）であり、とくに、左（右）アルティン環かつ左（右）自己移入環である。
- 無限体 k に対し、有限次元の単位的結合多元環は、極小右イデアルが有限個しかなければ、フロベニウスである[11]。
- F が k の有限次拡大体であれば、有限次元 F-多元環は係数の制限によって自然に有限次元 k-多元環であり、これがフロベニウス F-多元環であることとフロベニウス k-多元環であることは同値である。言い換えると、フロベニウス性は多元環が有限次元多元環である限り体に依存しない。
- 同様に、F が k の有限次拡大体であれば、すべての k-多元環 A は自然に F-多元環 F ⊗k A を生じ、A がフロベニウス k-多元環であることと F ⊗k A がフロベニウス F-多元環であることは同値である。
- 右正則表現が移入的な有限次元の単位的結合多元環の中では、フロベニウス多元環 A はちょうど、その単純加群 M がその A 双対 HomA(M, A) と同じ次元を持つような多元環である。これらの多元環の中では、単純加群の A 双対は常に単純である。